# Małgorzata Wypych
Małgorzata Maria Wypych z domu Przywała (ur. 2 lutego 1971 w Warszawie) – polska prawniczka i polityk, adwokat, posłanka na Sejm VIII kadencji.

## Życiorys
Należała do Związku Harcerstwa Polskiego, później była instruktorką Związku Harcerstwa Rzeczypospolitej, kierowała też Mazowiecką Chorągwią Harcerek w ramach ZHR. Ukończyła w 1998 studia politologiczne na Wydziale Stosowanych Nauk Społecznych i Resocjalizacji Uniwersytetu Warszawskiego oraz w 1999 studia prawnicze na Wydziale Prawa i Administracji tej uczelni.
Przez dziesięć lat pracowała w Helsińskiej Fundacji Praw Człowieka. Od 2007 do 2014 była zatrudniona w Prokuratorii Generalnej Skarbu Państwa. W 2013 uzyskała uprawnienia adwokata, podejmując praktykę w tym zawodzie.
W wyborach parlamentarnych w 2015 kandydowała do Sejmu z dziesiątego miejsca na liście Prawa i Sprawiedliwości w okręgu warszawskim. Została wybrana na posłankę VIII kadencji, otrzymując 7496 głosów. Bezskutecznie startowała w wyborach do Parlamentu Europejskiego w 2019. W wyborach krajowych w tym samym roku nie uzyskała poselskiej reelekcji. Później objęła stanowisko koordynatora Wydziału Weryfikacyjnego Biura Służby Prawnej Trybunału Konstytucyjnego.
Była żoną urzędnika państwowego Pawła Wypycha, który zginął w katastrofie polskiego samolotu Tu-154M w Smoleńsku 10 kwietnia 2010. Ma córkę i syna. Udzieliła wypowiedzi do filmu dokumentalnego pt. Pogarda.